# Jersínská stráň
Jersínská stráň je přírodní památka poblíž obce Jersín v okrese Jihlava v nadmořské výšce 512–534 metrů. Oblast spravuje Krajský úřad Kraje Vysočina.
Důvodem ochrany je stráň nad Valentovým rybníkem s fragmentem suchomilných travinobylinných společenstev s výskytem kriticky ohrožených a ohrožených druhů rostlin a bezobratlých živočichů. Roste tu například hořeček mnohotvárný český (Gentianella praecox subsp. bohemica), který je kriticky ohrožený. Dále tu najdeme vemeník dvoulistý (Platanthera bifolia), kociánek dvoudomý (Antennaria dioica), lomikámen zrnatý (Saxifraga granulata). Severozápadní okraj stráně pokrývá borový lesík a jihovýchodní část malý lom. Žijí tu ještěrka obecná (Lacerta agilis Linnaeus) a zmije obecná (Vipera berus). Vyskytuje se zde otakárek fenyklový (Papilio machaon).